# Robert Noel Hall
Robert Noel Hall (* 25. Dezember 1919 in New Haven, Connecticut; † 7. November 2016 in Schenectady, New York) war ein US-amerikanischer Physiker, der 1962 die erste Laserdiode demonstrierte.
Hall studierte am Caltech (Bachelor 1942), arbeitete danach in den Forschungslaboratorien von General Electric an der Radarentwicklung (Radar mit kontinuierlichen Frequenzen zum Stören des Feindradars) und kehrte nach seiner Promotion (wo er bei William Alfred Fowler eine Protonenquelle für die Kernphysik baute), für die er 1946 ans Caltech zurückging und die 1948 erfolgte, dorthin zurück. Den Rest seiner Karriere blieb er im Forschungslaboratorium von General Electric in Schenectady. In den 1950er Jahren arbeitete er an Transistor-Entwicklung und Halbleitern. Er entwickelte Reinigungsverfahren für Germanium und die Legierungsmethode (Alloying-Method) zur Herstellung von PIN-Dioden und alloy Junction-Transistoren (frühen Bipolartransistoren) auf Basis von Germanium (für Silizium wurden die Arbeiten bei General Electric von Nick Holonyak durchgeführt). Er erfand auch die rate growing Methode zur Herstellung von Transistoren.
Seine Arbeit über PIN-Dioden führte auch dazu, dass der Shockley-Read-Hall-Prozess zur Ladungsträger-Rekombination nach William Shockley, W. T. Read und ihm benannt ist.
Als nach Erfindung des Lasers 1960 die Frage aufkam, ob auch Leuchtdioden als Laser verwendet werden könnten, lieferten sich mehrere Laboratorien einen Wettlauf (unter anderem IBM, MIT, das Joffe-Institut in der Sowjetunion), aus dem Halls Team knapp als Sieger hervorging.
Neben der Laserdiode entstand aus seiner Entwicklungsarbeit im Zweiten Weltkrieg eine Version des Magnetrons, das heute in den meisten Mikrowellenöfen verwendet wird, und aus seiner Pionierarbeit bei PIN-Dioden die Grundidee heutiger Halbleiter-Leistungs-Gleichrichter (Thyristoren).
In den 1960er Jahren widmete er sich der Herstellung sehr reinen Germaniums für Teilchendetektoren. Anlass war, dass um 1960 ein befreundeter Kernphysiker klagte, dass die Industrie keine geeigneten Detektoren mehr herstellen würde. General Electric stieg allerdings bald wieder aus der Produktion aus.
In den 1970er Jahren arbeitete er an Photovoltaik und Solarzellen. 1987 ging er bei General Electric in den Ruhestand, als Halter von 43 Patenten. In seinem Ruhestand wandte er sich gemeinnützigen Aufgaben wie Aufbau von Demonstrationsexperimenten für Physikstudenten in Schenectady, Reparieren der Tonbandgeräte für das Hörbuchprogramm der Library of Congress oder Unterricht für Lernbehinderte.
1962 wurde er Fellow der American Physical Society. Seit 1977 war er Mitglied der National Academy of Engineering und seit 1978 der National Academy of Sciences. 1994 wurde er in die National Inventors Hall of Fame aufgenommen.